# Interstate 49
I-49 eller Interstate 49 är en amerikansk väg, Interstate Highway, i Louisiana, Arkansas och Missouri. Den består av två delar; den äldsta mellan Lafayette, Louisiana och Shreveport, Louisiana i söder samt en mellan Pineville, Missouri och Kansas City, Missouri i norr. De båda delarna planeras anslutas till varandra på sikt för att skapa en sammanhängande motorväg mellan New Orleans och Kansas City.